# Pseudophilautus nasutus
Philautus nasutus es una especie extinta de ranas que habitaba en Sri Lanka.